# Bonifacy z Cremony
Facio de Cremona (ur. 1200 w Weronie, zm. 18 stycznia 1272 w Cremonie) – błogosławiony Kościoła katolickiego.

## Życiorys
Szczególnie pomagał potrzebującym i chorym ze szpitala miejskiego. W tym celu założył braterstwo, konsorcjum Ducha Świętego. Zmarł w opinii świętości. Został beatyfikowany przez papieża Piusa IX w 1873 roku, a jego wspomnienie obchodzone jest w rocznicę jego śmierci 18 stycznia.